# Ernst Michael Lang

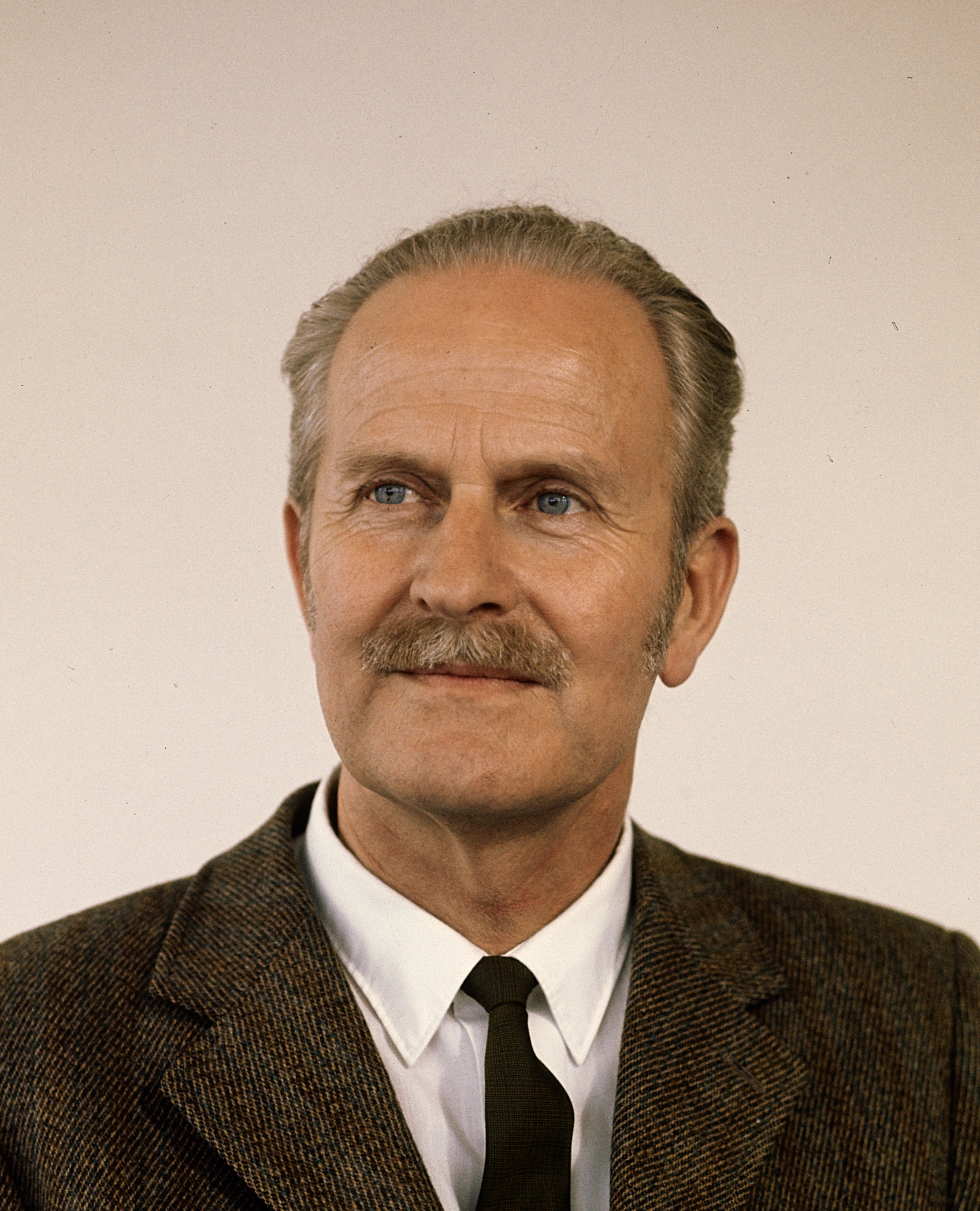
Ernst Lang, 1971

Ernst Michael Lang (* 16. Oktober 1913 in Luzern; † 21. Oktober 2014 in Basel; heimatberechtigt in Luzern) war ein Schweizer Tierarzt, Zoodirektor und Hochschullehrer.

## Leben

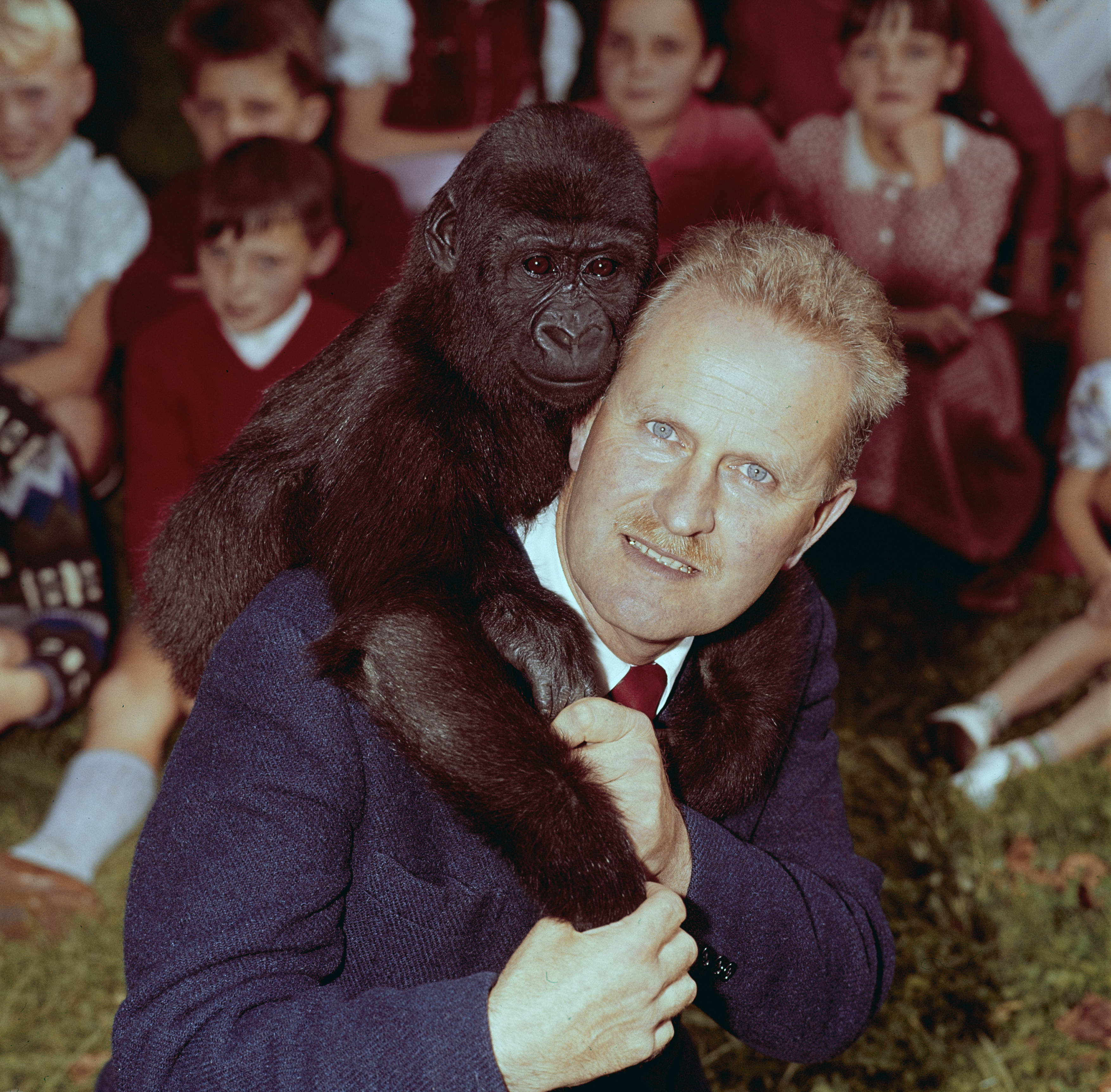
Ernst Lang mit Gorilla Goma, 1960

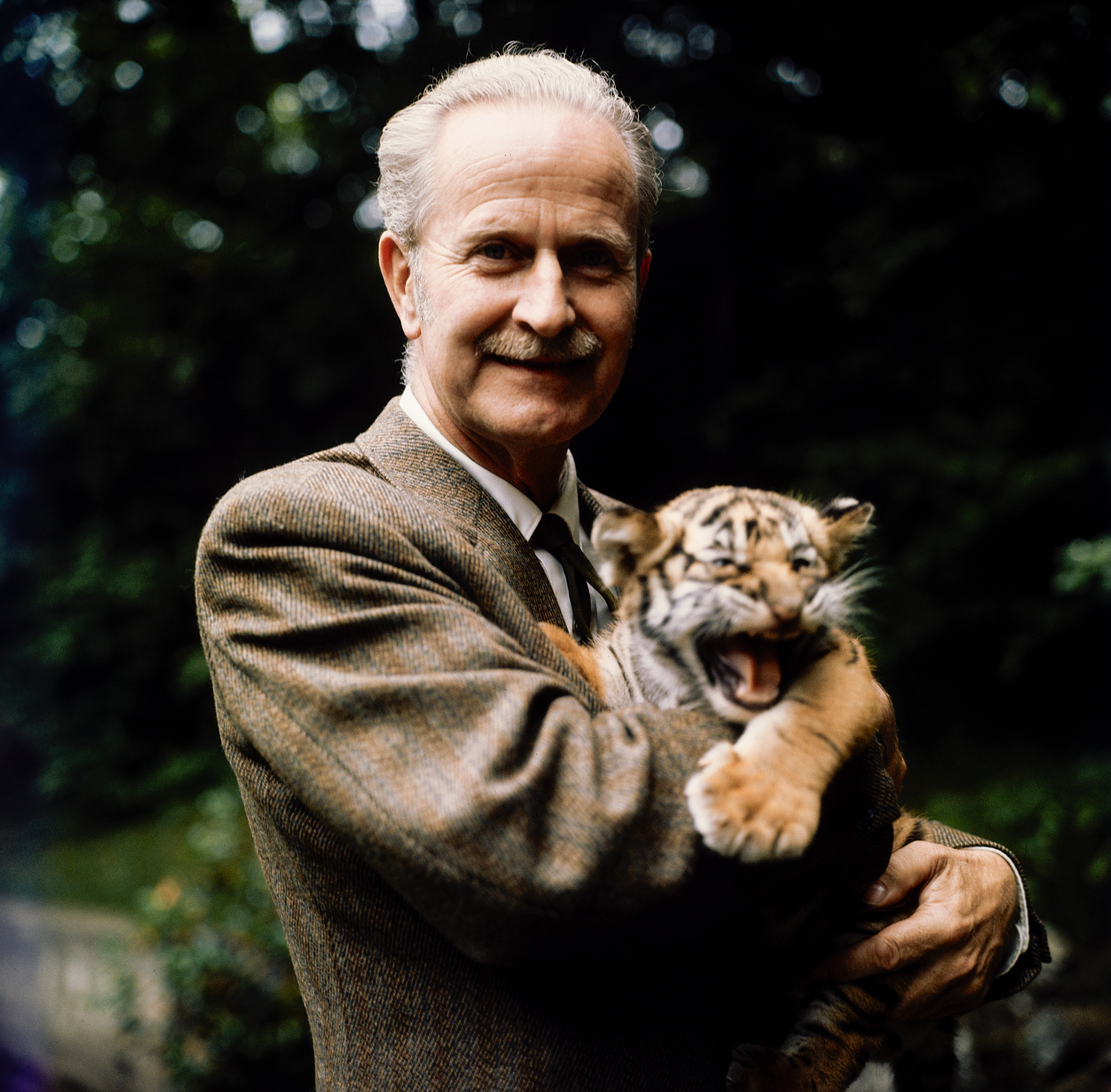
Ernst Lang mit einem jungen Tiger, 1971

Ernst Michael Lang, Sohn des Kaufmanns Josef Lang und der Anna geborene Zumbühl, studierte Veterinärmedizin an der Universität Bern und der Tierärztlichen Hochschule Hannover. 1939 promovierte er in Bern zum Dr. med. vet.
Lang leitete in der Folge eine Tierarztpraxis in Andermatt und war auch als Platzpferdearzt der Schweizer Armee eingesetzt. Von 1942 bis 1953 betrieb er in Binningen eine private Tierarztpraxis und arbeitete als Tierarzt am Zoo Basel. 1953 wurde Lang vom Verwaltungsrat als Nachfolger von Heini Hediger zum Direktor des Basler Zoos gewählt, eine Funktion, die er bis zu seiner Verabschiedung in den Ruhestand 1978 innehatte. Darüber hinaus habilitierte er 1963 an der Universität Basel; von 1972 bis 1978 war er ausserordentlicher Professor für Tiergartenbiologie.
Lang war im Anschluss von 1982 bis 1986 im Stiftungsrat des WWF Schweiz vertreten. Er übernahm Beratertätigkeiten beim Aufbau sowie der Restrukturierung von Zoos, so jener in Singapur und Los Angeles, und war Ehrenmitglied der Welt-Zoo-Organisation. Während seiner Zeit als Zoodirektor war es Langs Bestreben, Tiere artgerecht, beispielsweise in Gruppen, zu halten. Erstmalige Zuchterfolge verzeichnete er unter anderem beim Panzernashorn, Gorilla, Flamingo und Brillenbär.
In der Schweizer Armee diente Lang im Rang eines Majors, er heiratete 1938 Trude geborene Beermann († 1996). Später heiratete er Imma Gálvez. Er starb im Alter von 101 Jahren in Basel.

## Publikationen (Auswahl)
- Was ist die weisse Linie und in welcher Beziehung steht sie zum praktischen Hufbeschlag?, Alsatia, Saint-Louis 1939 (veterinärmedizinische Dissertation, Universität Bern, 1939).
- mit Emil Schulthess: Wildtiere im Kongo, Silva, Zürich 1957.
- Zur Haltung des Strandwolfes Hyaena brunnea, Geest & Portig, Leipzig 1958.
- Goma, das Gorillakind – Ein Bericht über den ersten in Europa geborenen Gorilla, Albert Müller Verlag, Rüschlikon/Zürich 1961.
- Geburtshilfe bei einem indischen Elefanten, Verlag für Recht und Gesellschaft, Therwil 1963.
- mit Rudolf Schenkel, Elsbeth Siegrist: Gorilla, Mutter und Kind, Basilius Presse, Basel, Hamburg, Wien 1965.
- Das Zwergflusspferd: Choeropsis liberiensis, Ziemsen, Wittenberg 1975.
- hrsg. mit Heinz-Georg Klös: Zootierkrankheiten: Krankheiten von Wildtieren im Zoo, Wildpark, Zirkus und in Privathand sowie ihre Therapie, Parey, Berlin 1976, ISBN 3-489-72716-9.
- Mit Tieren unterwegs: aus dem Reisetagebuch eines Zoodirektors, Buchverlag Basler Zeitung, Basel 1994.